# Jean-Chrysostome Brauneis senior
Jean-Chrysostome Brauneis (Johann Chrysostomus Brauneis; 〰 29. März 1785 in Herrnsheim, heute Ortsteil von Worms, Rheinland-Pfalz; † 15. September 1832 in Québec) war ein kanadischer Kapellmeister, Musikpädagoge und Komponist.

## Leben
Brauneis lebte ab etwa 1813 als Musiker der Kapelle des 70th Foot Regiment in Québec. 1818 verließ er die Kapelle und arbeitete als Klavierlehrer. Anlässlich eines Besuches von Charles Lennox, 4. Duke of Richmond spielte die Kapelle des 60th Regiment Brauneis' Grand Overture of Quebec, die dieser Lady Mary Lennox, einer Tochter des Duke of Richmond gewidmet hatte.
Ab 1823 betätigte sich Brauneis als Musikinstrumenten- und Musikalienhändler in Québec. 1831 wurde er Leiter der Kapelle des Régiment d'artillerie von Québec. Im Folgejahr starb er als Opfer einer Choleraepidemie in der Stadt.
Der Komponist, Organist und Musikpädagoge Jean-Chrysostome Brauneis junior (1814–1871) war sein Sohn.